# Aéroport de Tomsk
L'aéroport de Tomsk-Bogachevo (russe : Аэропорт Богашёво) (code IATA : TOF • code OACI : UNTT) est un aéroport qui dessert Tomsk, en Russie. Il est situé près du village de Bogachevo, dans le raïon de l'oblast de Tomsk.
L'aéroport a ouvert en novembre 1967, et a remplacé un autre aéroport dans le district de Kashtak, dans la ville de Tomsk. 

## Situation

### Carte des aéroports russes
| \| 50 km1:1 791 000 \| Koursk Abakan Anapa Pskov Arkhangelsk Astrakhan Barnaoul Belgorod Blagoveshchensk Bratsk Grozny Guelendjik Iakoutsk Iékaterinbourg Ijevsk Ioujno-Sakhalinsk Irkoutsk Kaliningrad Kazan Kemerovo Khabarovsk Khanty-Mansiïsk Krasnodar Krasnoïarsk Magadan Magnitogorsk Makhachkala Mineralnye Vody Mirny Moscou · SVO Moscou · DME Moscou-VKO Mourmansk Narian-Mar Nijnekamsk Nijnevartovsk Nijni Novgorod Noïabrsk Alykel Novokouznetsk Novossibirsk Novy Ourengoï Omsk Orenbourg Oufa Oulan-Oude Oulianovsk Perm Petropavlovsk-Kamtchatski Rostov · sur-le-Don Sabetta Saint-Pétersbourg Salekhard Samara Saratov Simferopol Sotchi Sourgout Stavropol Kyzyl Syktyvkar Tcheliabinsk Tchita Tioumen Tomsk Vladivostok Volgograd Voronej |
| 50 km1:1 791 000 |

## Reconstruction
En 2004 et 2005, le terminal des passagers ont été reconstruits pour un coût de 70 millions de roubles.[citation nécessaire]
La construction d'une nouvelle piste et des installations pour les vols vers l'Asie centrale a débuté en 2006. Le budget de reconstruction pour 2006 sest élèvé à 120 millions de roubles.
À l'automne 2006, des travaux de construction vont commencer sur une nouvelle route reliant Bogachevo à Akademgorodok, district de la recherche scientifique.